# Еріннофілія
Еріннофілія — колекціонування печаток для листів, які повністю схожі на поштові марки, за винятком того, що вони зазвичай не мають ні поштової, ні фіскальної цінності.
Найімовірніше, їхнє походження пов'язане зі звичаєм приклеювати ярличок до краю листа, система, яка почала замінювати сургучні печатки в середині ХІХ століття.
Але термін «штамп печатки» виглядає обмежувальним для опису об'єкта, який протягом майже 100 років був важливим носієм історії, культури, мистецтва та традицій у всіх країнах світу. Не випадково термін «еріннофілія» походить від німецького Erinne(rungsmarke), що означає «пам'ятний (марка)». Пам'ятати було фактично головним покликанням «буквених печаток»: відзначати минулу подію, сповіщати про майбутню подію або навіть згадувати як пропаганду.
З цієї точки зору «літерні печатки», а не поштові марки чи листівки, схожі на плакати (примітно, що англосакси називають їх «постерні марки» буквально «плакатні марки»), і, як і ці, вони повинні були мати здатність щоб відразу привернути увагу навіть швидкоплинним і розсіяним поглядом.
З цієї причини «літерні печатки» досягли високого рівня вишуканості та графічної сутності, яка передбачала сучасні концепції реклами з початку 1900-х років.
Залежно від різних цілей, для яких вони були виготовлені, «літерні печатки» можна розділити на категорії:
- Пам'ятні марки, створені з метою оприлюднення або згадки про подію
- Пропагандистські марки, включаючи: автаркічну, військову, політичну, релігійну пропаганду
- Полкові або військові марки (майже всі виготовлені під час Першої світової війни)
- Рельєфні та благодійні марки, включно з комітетами підготовки до війни, Червоним Хрестом, боротьба з туберкульозом
- Рекламні та туристичні марки

Гортаючи сторінки «Каталогу італійських еріннофілів з 1860 по 1945 рр.», можна оцінити багато причин інтересу до цього конкретного виду колекціонування, починаючи з історичного, пов'язаного з подіями італійського Рісорджименто, Першої та Другої світових воєн і фашизм, продовжуючи художній інтерес до всіх найважливіших авторів італійської графічної панорами від модерну до футуризму, закінчуючи економічними та соціальними аспектами з посиланням на сотні ярмарків і подій, які охоплюють всю територію Італії від Мерано в Палермо.

## Примітка
1. ↑  Il Devoto-Oli. Vocabolario della lingua italiana, Le Monnier.
 erinnofilia sostantivo femminile. La raccolta, a scopo collezionistico, di chiudilettera e bolli commemorativi non postali. Composto del tedesco Erinne(rungsmarke) «(francobollo) commemorativo» e -filia («amore, simpatia»).
erinnofilo aggettivo e sostantivo maschile. Colui che colleziona bolli non postali e chiudilettera commemorativi. Derivato di erinnofilia.